# 沖ノ鳥島
沖ノ鳥島（おきのとりしま）は、太平洋（フィリピン海）上に位置する小笠原諸島に属する孤立島。東京都小笠原村に属する。日本の領土としてもっとも南に位置しており、日本最南端の島（サンゴ礁）である。地名表記は東京都小笠原村沖ノ鳥島。日本は島であると主張しているが、これを認めない国もある（#地位に関する論争を参照）。

## 概要

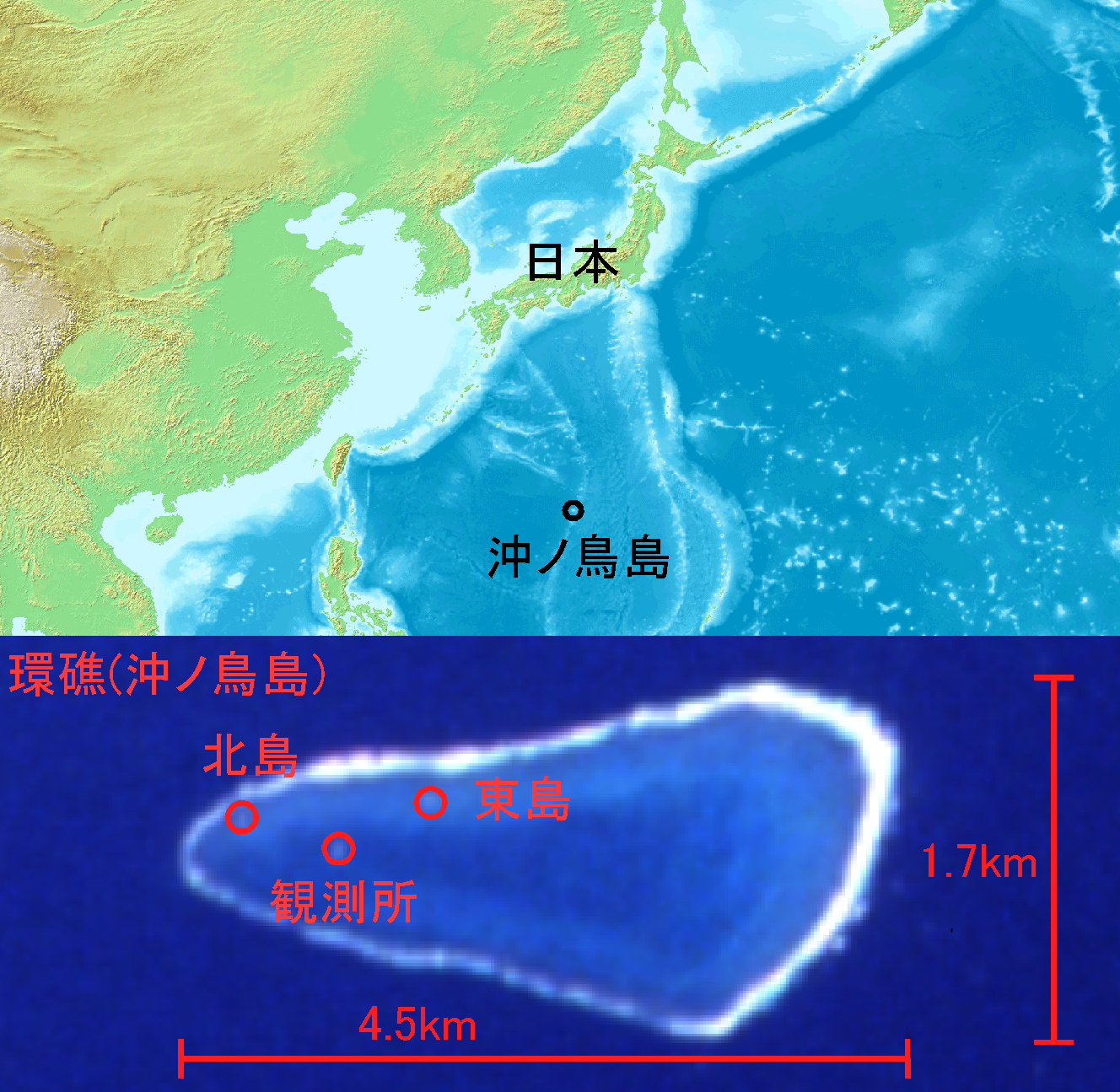
沖ノ鳥島の位置（上）と島の詳細（下）

東京都心部から約1,730キロメートル、硫黄島から約720キロメートル、フィリピン海プレートのほぼ中央、九州・パラオ海嶺上に位置する、合計面積約9.44平方メートルの島である。南北約1.7キロメートル、東西約4.5キロメートル、周囲約11キロメートル、礁内の面積約5.8平方キロメートルのサンゴ礁（環礁）に位置する。北回帰線の南に位置するため、長らく日本で唯一熱帯に属していた。
干潮時には環礁の大部分が海面上に姿を現しているが、満潮時には礁池内の2つの露岩（東小島と北小島）を除いて海面下となる。
沖ノ鳥島は過去100年当たり1センチメートルという、地盤沈下が極めて小さいことでも知られ、地球温暖化に伴う海面の水位変化を調べるのに役立っている。1999年から2002年のGPS調査によると、沈降こそないものの、N70°W5.0センチメートル/年（1年間に進む距離が、真北から西へ70度回った方向に5センチメートル）で西北西に移動していることが確認されている。
島周辺は海面と海底の海水の温度差が年間を通じて20℃ほどあり、海洋温度差発電にふさわしい条件が揃っている。
なお、「沖ノ鳥島」として公式に記載されたのは1929年（昭和4年）のことであるが、名称の由来は不明である。
日本政府は護岸工事などを行って侵食により失われないように保護している。

## 地理

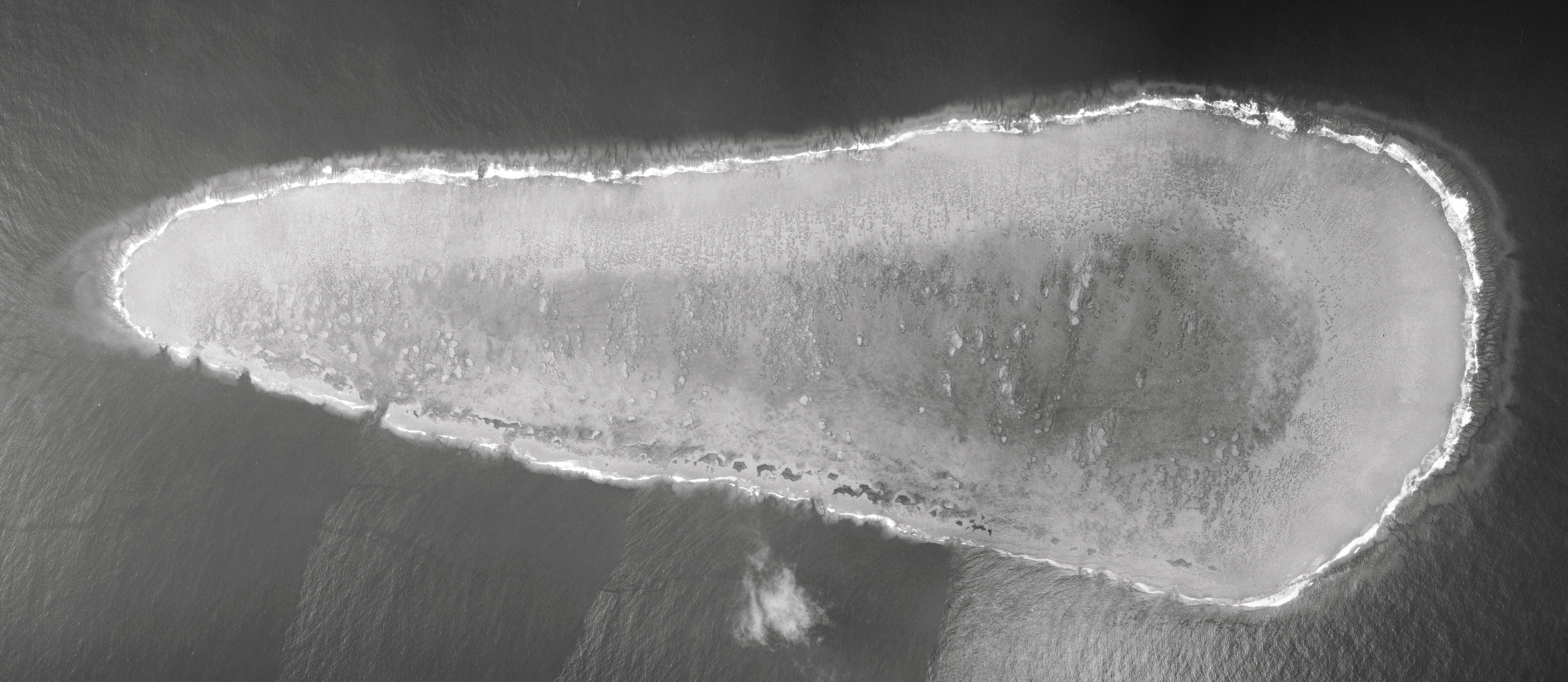
沖ノ鳥島の空中写真。1979年3月28日撮影の5枚を合成作成。
。

### 気候
熱帯気候で、年平均の気温は26.8℃、海水温は27.7℃。台風の発生する海域に近く、毎年多くの台風が通過し、台風接近時は50m/秒を越える風が吹くことがある。

### 地勢

#### 北小島
東京都小笠原村沖ノ鳥島1番地。旧称は北露岩。北緯20度25分31秒 東経136度4分11秒 / 北緯20.42528度 東経136.06972度に位置する。面積7.86平方メートル。海抜は第二次世界大戦以前の海図では2.8メートルと記載されていたが、2008年3月時点で約1メートル。満潮時は約16センチメートルが海面上に現れる。三等三角点「北小島」が設置されている。

#### 東小島
東京都小笠原村沖ノ鳥島2番地。旧称は東露岩。北緯20度25分32秒 東経136度4分52秒 / 北緯20.42556度 東経136.08111度に位置する。面積1.58平方メートル。海抜は第二次世界大戦以前の海図では1.4メートルと記載されていたが、2008年3月時点で約0.9メートル。満潮時は約6センチメートルが海面上に現れる。一等三角点「沖ノ鳥島」が設置されている。

#### 建造物

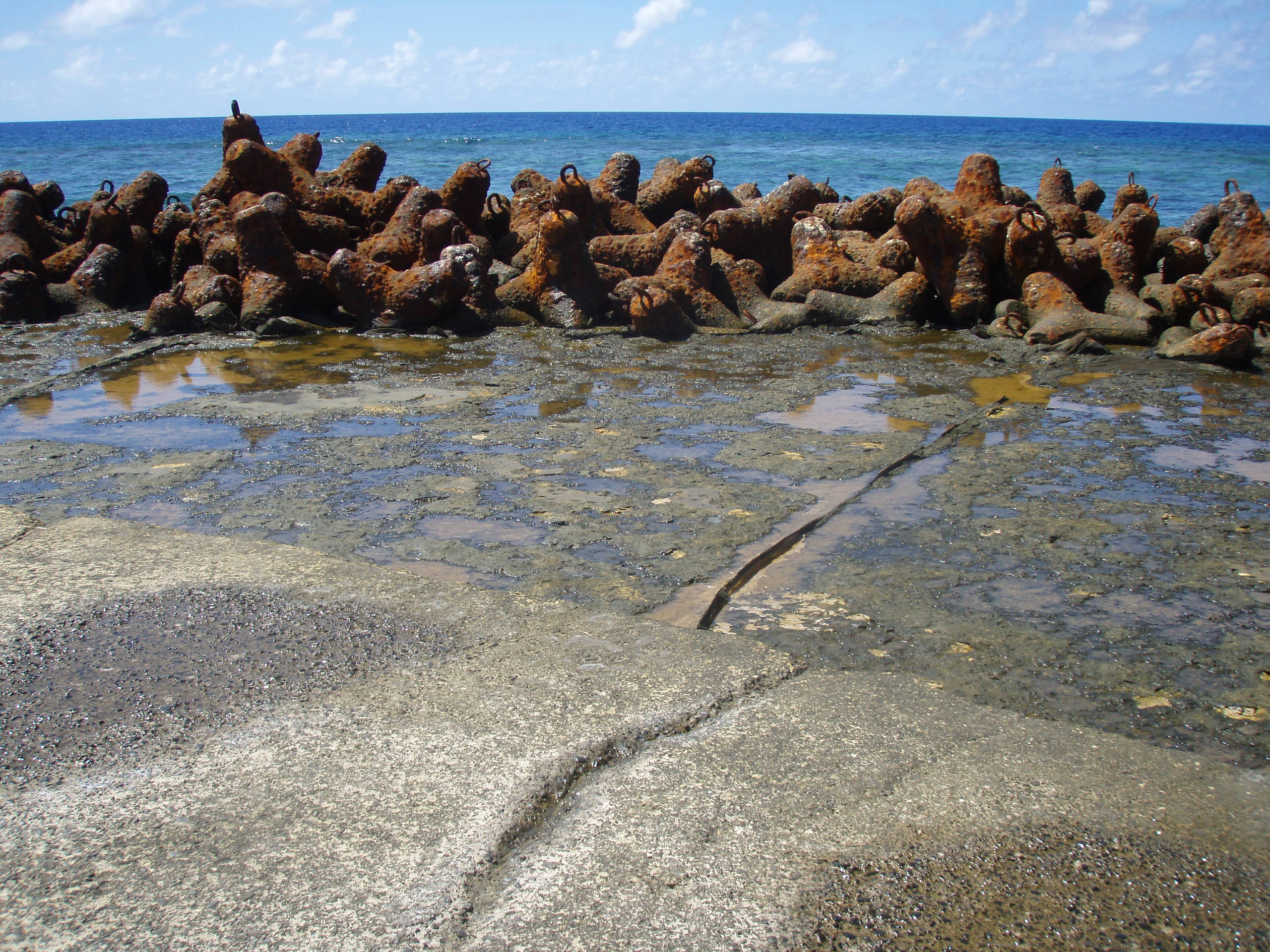
消波ブロックとコンクリートの護岸（2010年6月18日）

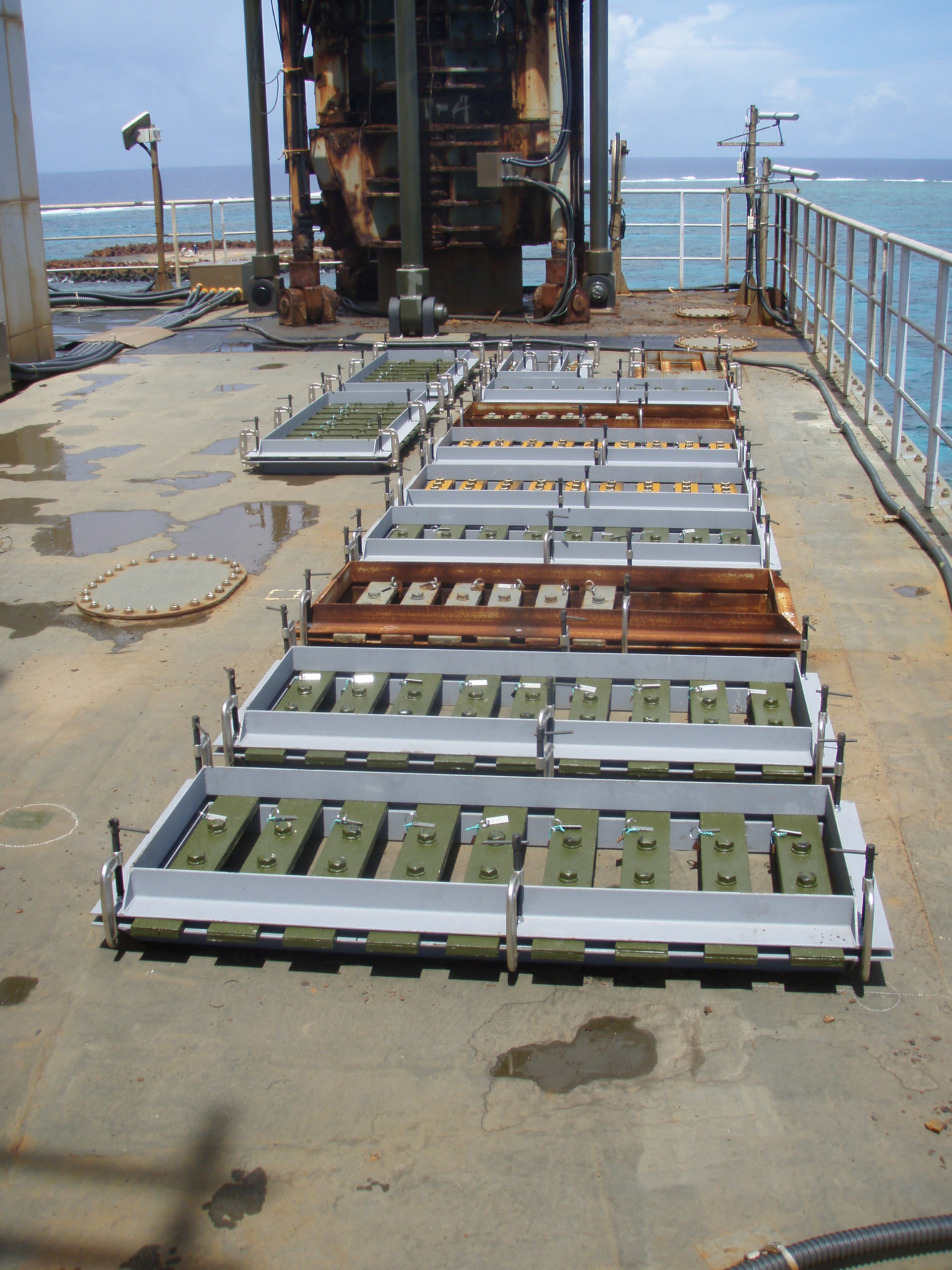
観測施設（作業架台）で、金属、塗装、コンクリートなどの耐久性を試験している様子（2010年6月撮影）

日本は1988年から北小島および東小島に鉄製消波ブロックの設置とコンクリート護岸工事を施し、東小島にはチタン製防護ネットを被せて保護している（詳細は#浸食防止策を参照）。
第二次世界大戦中の1940年（昭和15年）7月中旬、大日本帝国海軍は北露岩に無人灯台建設を計画した。その後、中断していた灯台基盤跡に、人工島の観測所基盤が、海面上に大規模な観測施設（作業架台：60メートル×80メートル）が建築されており、無人の気象・海象観測が行われている（海洋研究開発機構）。
その他、船舶が沖ノ鳥島に座礁することを防止するため、海上保安庁によって領海内に「沖ノ鳥島灯台」が設置されている。この無人灯台の灯火は海面上から26メートルの位置にあり、発光ダイオードの光を沖合12海里まで届けるもので太陽電池によって稼働している。
東小島には一等三角点「沖ノ鳥島」、北小島には三等三角点「北小島」、観測所基盤には水準標石が設けられている。また、2005年には電子基準点「沖ノ鳥島」が東小島に設置されている。
なお、2014年、港湾設備建設を目指して行われていた桟橋建造工事で事故が発生、多数の死者が出て中止された。（詳細は「沖ノ鳥島港湾工事事故」を参照。）現在は、北小島沖で桟橋・荷捌き施設等の建設が進められていて完成は2027年予定である。

#### 消失した露岩
第二次世界大戦の前の1933年の調査記録では、海抜最大2.8メートルの北露岩、1.4メートルの東露岩、さらに北露岩の南側に海抜2.25メートルの「南露岩」、それ以外に60 - 90センチメートルの露岩があり、合計6つの露岩が満潮時にも姿を現していたことが記されている。
これらのうち、南露岩は1938年に消失が確認された。1968年に日本へ施政権が返還されたあとの1982年以前は露岩の数は4つとされていたため、1987年までに、現在の北小島、東小島を除いたものは風化や海食により消え失せたと見られている。

## 歴史

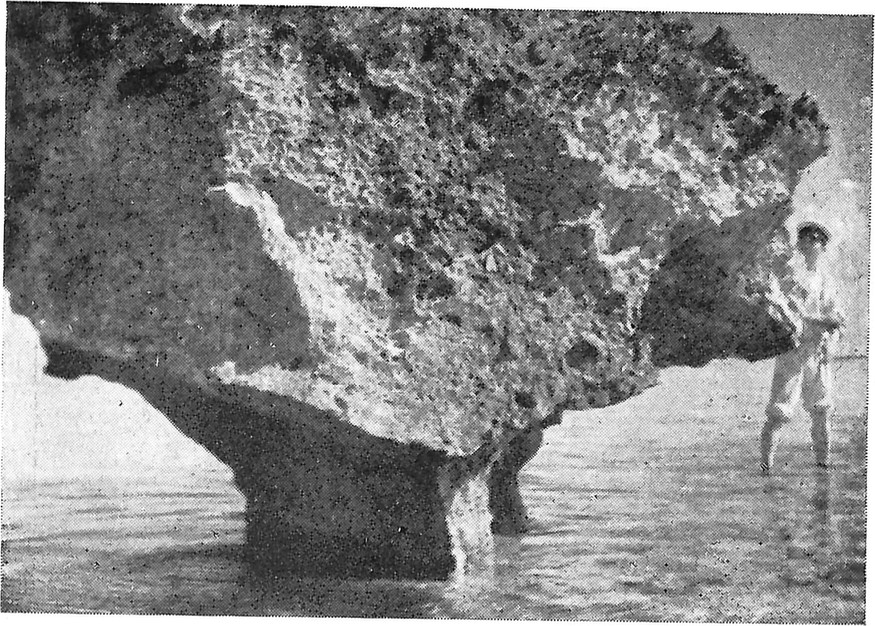
護岸工事実施前の北小島。

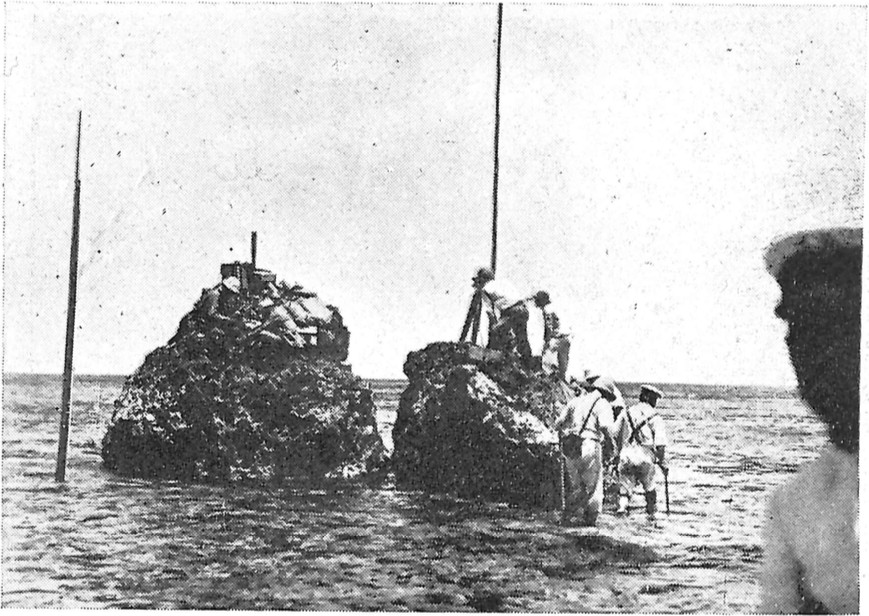
南露岩。写真撮影時点ですでに倒壊している。

### 沿革
- 1543年 - スペイン船が発見、アブレオホス（スペイン語: Abre Ojos）と命名される（異説あり）。
- 1565年 - スペイン船が発見、パレセベラ（スペイン語: Parece Vela）と命名される。
- 1639年 - オランダ船が発見、エンヘルスドローフテ（オランダ語: Engelsdroogte）と命名される。
- 1789年 - イギリスのウィリアム・ダグラスが発見、ダグラス礁（英語: Douglas Reef）と命名される。
- 1922年（大正11年） - 日本の海防艦「満州」が測量を行う。
- 1929年（昭和4年） - 水路部発行の海図第800号に「沖ノ鳥島」の名称で記載される。
- 1931年（昭和6年）7月6日 - 内務省告示第163号により「沖ノ鳥島」と命名され、東京府小笠原支庁に編入される[22]。
- 1939年（昭和14年） - 島に気象観測所や灯台を建設しようと調査・工事が始まる。しかし、太平洋戦争（大東亜戦争）に突入し、戦局が悪化すると工事は中断。2014年現在はサンゴ礁を爆破した水路跡と灯台の基礎を改築した観測所基盤が残っている。この灯台の基礎工事を発見した米艦艇が砲撃を加えたという記録もある。
- 1943年（昭和18年）7月1日 - 東京都制施行、東京府廃止。
- 1952年（昭和27年）4月28日 - サンフランシスコ講和条約第3条により、小笠原諸島と共にアメリカ合衆国の施政権下に置かれる。
- 1968年（昭和43年）6月26日 - 小笠原返還協定に基づき、小笠原諸島とともに日本に返還される。
- 1976年（昭和51年） - 日本アマチュア無線連盟創立50年を記念して、5月30日から6月2日まで、アマチュア無線のアマチュア局移動運用（沖ノ鳥島DXペディション）を行う。コールサインは7J1RL（セパレートDXCCエンティティとして認められていたが、別のハムたちからの異議申し立てにより、1980年11月30日付で「消滅エンティティ」となり、以降は小笠原諸島/JD1の一部）[23]。
- 1977年（昭和52年）7月1日 - 領海法、漁業水域に関する暫定措置法により、領海12海里、漁業水域200海里を設置。
- 1987年（昭和62年）10月14日 - 東京都により海岸保全区域に指定。
- 1987年（昭和62年）11月1日 - 建設省（現・国土交通省）による直轄工事を開始。波の侵食による島の消失を防ぐため、2つの島の周りに護岸工事を行う[24][25]。
- 1999年（平成11年）6月23日 - 建設省による直轄管理区域に指定。維持管理については京浜河川事務所が所管。
- 2004年（平成16年）4月22日 - 日中間外交当局者協議で、中華人民共和国が沖ノ鳥島を「岩」だと主張。日本に無断で周辺の海洋調査を進める。
- 2005年（平成17年）6月25日 - 国土地理院が、電子基準点「沖ノ鳥島」を設置[17]。
- 2007年（平成19年）3月16日 - 海上保安庁が、「沖ノ鳥島灯台」を設置して運用開始[15]。
- 2010年（平成22年）6月24日 - 沖ノ鳥島などの離島の保全を目的とした低潮線保全・拠点施設整備法（沖ノ鳥島保全法）を施行。指定区域内の海底の掘削は国土交通大臣の許可が必要とし、違反した場合の罰則規定が設けられた[26]。
- 2011年（平成23年）6月1日 - 低潮線保全区域を設定。
- 2012年（平成24年）4月20日 - 大陸棚限界委員会が沖ノ鳥島北方に位置する四国海盆海域を含む4海域について、日本の大陸棚延長を認める勧告を採択し、同年4月27日に日本が勧告を受領。ただし、沖ノ鳥島南方に位置する九州・パラオ海嶺南部海域の大陸棚延長については判断を先送りした[27][28]。
- 2014年（平成26年）3月30日 - 港湾整備事業により五洋建設が設置作業中の桟橋が転覆、作業員7人が死亡する事故が発生[29][30][31][32]。詳細は「沖ノ鳥島港湾工事事故」を参照。
- 2014年（平成26年）9月12日 -2012年の大陸棚限界委員会による勧告を受け、「排他的経済水域及び大陸棚に関する法律」第2条第2号に基づき、沖ノ鳥島周辺の四国海盆海域について大陸棚を延長する旨の政令を制定し、同年10月1日に施行[33]
- 2015年（平成27年）5月1日 - 港湾工事を再開し、桟橋の据付を開始[34]。
- 2019年（令和元年）7月 - 新観測拠点施設の運用開始

### サンフランシスコ平和条約の中での沖ノ鳥島
日本がアメリカ合衆国やイギリスをはじめとする48か国と締結したサンフランシスコ平和条約第3条では、日本は「北緯二十九度以南の南西諸島（琉球諸島および大東諸島を含む。）、孀婦岩の南の南方諸島（小笠原群島、西之島および火山列島を含む。）並びに沖の鳥島および南鳥島」を、アメリカ合衆国を施政権者とする国際連合の信託統治制度の下に置くことを承認し、さらには国際連合がこの信託統治制度を可決するまでの間は、アメリカがこれらの島々に対する施政権を持つことを承認した。実際にはアメリカは国際連合に対してこれらの島を信託統治する提案をしなかったため、沖ノ鳥島は小笠原諸島とともにアメリカの施政下に置かれたものの、領土主権は日本に残された。1968年（昭和43年）に日本国とアメリカ合衆国が結んだ小笠原返還協定が発効したことにより、小笠原諸島および沖ノ鳥島の施政権は日本に返還された。

## 行政区分
日本では小笠原諸島の一部として東京都小笠原村に属し、住所は郵便番号「100-2100」、東京都小笠原村沖ノ鳥島1番地（北小島）および、2番地（東小島）となっているが、無人島のため交通困難地の一覧には掲載されていない。所属市町村が未定である伊豆諸島の鳥島などと違い、所属市町村が決まっており住所が設定されているため本籍を置くことが可能である。
1987年10月に東京都によって海岸保全区域に指定されたが、東京都だけでは保守費用を負担しきれないことから、1999年6月以降は、全額国費による直轄管理（所管は国土交通省）となっている。2011年6月、一部が低潮線保全区域に指定されている。
電話の市外局番は小笠原村の04998だが、現状では無人島であることから加入者は存在していない。

## 地位に関する論争
沖ノ鳥島が日本国の領土であり、その周囲に日本の領海・領空を持つことは、どこの国家からも異論が出ていない。ただし下記のように、沖ノ鳥島を基点とする排他的経済水域（Exclusive Economic Zone、略称：EEZ）および大陸棚の設定について、日本国と、中華人民共和国（中国）・中華民国（台湾）および大韓民国（韓国）の3か国の間で主張が異なっている。
1994年11月16日に発効した、国際海洋法の基礎となっている海洋法に関する国際連合条約（国連海洋法条約）では、「島」と「岩」について以下のように定義されている。
日本国はこの第121条1項の定義に従って沖ノ鳥島は「島」であるとし、国連海洋法条約発効に併せて制定した「排他的経済水域及び大陸棚に関する法律」（平成8年法律第74号）によって、沖ノ鳥島を中心とする排他的経済水域および大陸棚を設定した。
しかし、沖ノ鳥島が同3項の「岩」に当てはまるとすれば、沖ノ鳥島は領海は有するものの、排他的経済水域や大陸棚を有しないということになる。海洋法専門家でハワイ大学マノア校教授のジョン・ヴァン・ダイクは、1988年1月21日のニューヨーク・タイムズで「沖ノ鳥島――せいぜいキングサイズのベッドくらいの大きさしかない、2つの浸蝕された突起から構成される――」と、独自の経済的生活を維持することのできない居住不可能な岩という記述に間違いなくあてはまるので、200海里の排他的経済水域を生み出す資格を与えられない、と主張した。その意見は2005年2月16日のウォール・ストリート・ジャーナルで「日本の立場は、イギリスが1990年代にEEZの主張を諦めた、大西洋のロッコール島の例に酷似している」「沖ノ鳥島のEEZをもっともらしく主張することはできない」として紹介されている。
こうした意見に対して日本国政府は、「岩」の定義が同条約上に存在しないことを根拠として沖ノ鳥島の排他的経済水域を主張している。
2003年以降には、中華人民共和国（中国）および韓国、中華民国（台湾）の3か国が日本の主張に対する異議を申し立てるようになった。沖ノ鳥島が日本の領土であることは認めるものの、それは国連海洋法条約第121条第1項の「島」ではなく、同条第3項の、人が生活を維持できない「岩」であり、領海を設定することはできるものの、沖ノ鳥島周辺に日本が排他的経済水域を設定することはできないと主張している。
なお同条約には、島に関する以下のような条文も定められている。沖ノ鳥島の北小島・東小島に設置された鉄製消波ブロックやコンクリート製護岸・チタン製防護ネット、および観測所基盤・観測拠点施設については、この条文に記された人工の「構築物」に該当する。ただし、沖ノ鳥島の本体は自然に形成されたものであるため、この条文には該当しない。

### 過去の事例
ロッコール島
面積約784.3平方メートルの岩（高さ約23m、直径27m）。沖ノ鳥島の約83倍の面積をもつ。無主地であったため1955年からイギリスが領有権を主張、1972年にイギリスの領土として正式に編入された。排他的経済水域 (EEZ) を設定した場合、豊富な海洋資源を得ることができるため、イギリスは編入後にロッコールを基点とするEEZの設定を検討したが、アイルランド、デンマーク（フェロー諸島の一部として）、アイスランドはこれに反対していた。

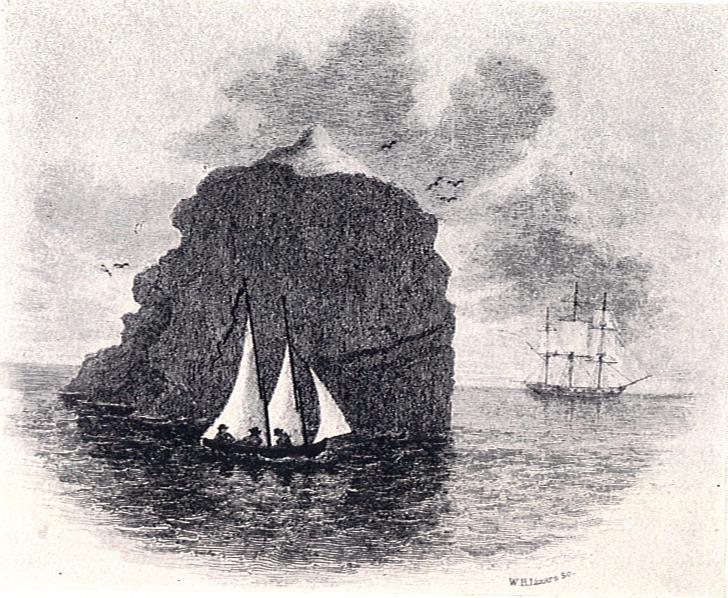
1810年のロッコール島上陸

1982年に採択、1994年に発効した「海洋法に関する国際連合条約（国連海洋法条約）」には、121条3項に「人間の居住又は独自の経済的生活を維持することのできない岩は、排他的経済水域又は大陸棚を有しない」と規定されており、イギリスは、ロッコール島は「条約第121条3項に基づき漁業水域の限界のための有効な基点ではない」と判断して政策転換を図り、ロッコール島の排他的経済水域と大陸棚に関する主張を放棄した。
太平島
中華民国（台湾）が実効支配。
中華民国政府は2016年3月23日、海外メディアを初めて太平島に招き、島には井戸水が湧いており、人間の居住や農業が可能であることをアピールした。島内にはこのほか原生林、太陽光発電施設、観音堂、病院があり、病院では外国人に対しても人道的見地から医療活動をしていると説明した。

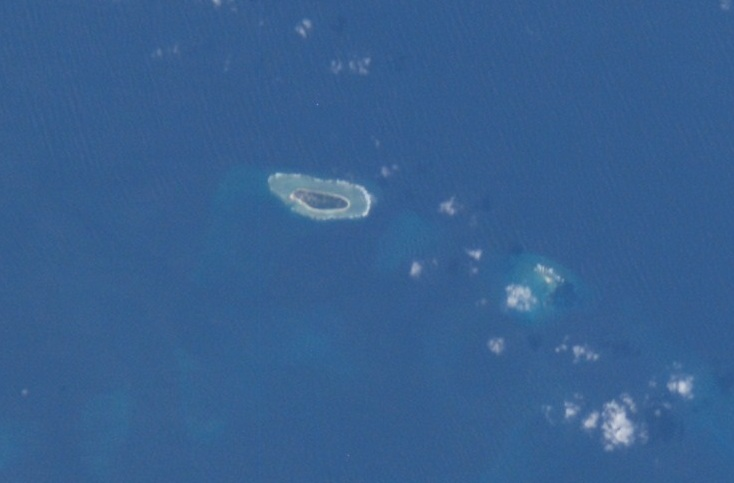
太平島の航空写真。中華民国（台湾）は人間の生活を維持できるとしている。

しかし、2016年7月12日、国連海洋法条約に基づくオランダ・ハーグの仲裁裁判所が、太平島を含む南沙諸島（スプラトリー諸島）には法的に排他的経済水域（EEZ）を設けられる「島」はないと認定し、中華民国（台湾）が実効支配する太平島が「島」ではなく「岩」だとして排他的経済水域を認めない判断を下した（南シナ海判決）。
これに対して、中華民国政府は強く反発。蔡英文総統は「裁定は台湾の権利を傷つけるもの」として軍艦（康定級フリゲート「迪化」）を派遣した。

### 中華人民共和国の主張
- 2001年（平成13年）ごろから、中華人民共和国の海洋調査船による調査が沖ノ鳥島の排他的経済水域内で多く行われ、この件について日本は2004年（平成16年）に事務レベル協議で抗議した。これに対し同年4月22日、中国側は、沖ノ鳥島は「島」ではなく「岩」であり、日本の領土とは認めるが、排他的経済水域は設定できないと主張。2009年（平成21年）8月24日には国連大陸棚限界委員会において、沖ノ鳥島を「人の居住または経済的生活を維持できない岩」であると認定するよう意見書を提出した。
- 一方で、中華人民共和国は南シナ海の南沙諸島のジョンソン南礁（赤瓜礁）の領有権を主張しており、その周囲に排他的経済水域を設定している。しかし、ジョンソン南礁は沖ノ鳥島と同様、満潮時に水面上に出ている部分は小面積であるため、中国の主張はダブルスタンダードであるという批判がある[46]。

### 台湾（中華民国）の主張
2016年（平成28年）4月、台湾の馬英九中国国民党政権（当時）は、排他的経済水域を設定できない岩との認識を示していた。台湾漁船「東聖吉16号」が4月25日午前、沖ノ鳥島の東南東150海里の海上で日本の海上保安庁に拿捕されたことについて、張善政・行政院長は26日、沖ノ鳥はただの岩礁であり、排他的経済水域（EEZ）は設定できないと指摘。漁船は公海上で操業しており、日本に拿捕する権利はないと語った。張氏は、堂々たる大国である日本が、なぜこのような理不尽なことをしたのか、と批判。農業委員会漁業署の蔡日耀署長も25日、沖ノ鳥は岩礁であるとして、同様の主張を行っていた。しかし翌5月に発足した蔡英文民主進歩党政権は、自由民主党国会議員らとの対話後、5月23日に「法律上の特定の立場を取らない」として扱いを修正した。翌24日のフォーカス台湾は、この方針転換に対し下野した国民党はもちろん与党の民進党からも異論が相次いだと報道した。民進党の黄偉哲・立法委員は方針転換は「速すぎると言わざるを得ない」とした上で、台湾は沖ノ鳥を「岩」と主張するべきだと訴えた。同党の蔡其昌・立法院副院長（国会副議長）も、新政権の決定に理解を示しつつも、個人的には「岩」だと認識していると語った。国民党の林徳福・立法委員は新政権を「弱腰」と批判し、「台湾の漁民は今後、公海で日本の船を見たら逃げなければならないのか」と皮肉った。同党の江啓臣・立法委員は、「国の尊厳と品格を損なう発言だ」と童報道官を非難した。また、民進党、国民党に次ぐ第三党の時代力量も、沖ノ鳥は「岩」であるとの立場を示した。25日には行政院の童振源報道官が、国連大陸棚限界委員会は沖ノ鳥島の北側の海域では大陸棚の延長を認めたが、「南側は結論が先送りされている」と指摘し、沖ノ鳥周辺の排他的経済水域（EEZ）をめぐる国際的論争はいまなお存在すると強調した。一方で、最も重要なのは漁業権を守ることであるとして、日本側との協議を進める姿勢を改めて示した。30日には葉俊栄内政部長が立法院の質疑において、沖ノ鳥島についての国民党所属の立法委員からの質問に対し、「内政部の業務ではない」としながらも、「基本的には岩」とする認識を示し、周辺海域には排他的経済水域（EEZ）はないとした。2018年5月23日の台湾立法院における野党との質疑の中で、海洋政策を担当する海洋委員会の黄煌輝主任委員は沖ノ鳥島について、「沖ノ鳥は岩で、太平島は島」だとする見解を明らかにした。また台湾は島の地位が確定するまで漁業権を認めるようにも主張している。

### 大韓民国の主張
サンフランシスコ平和条約においては沖ノ鳥島の存在について明記されており、日韓基本条約ではサンフランシスコ平和条約の関係規定を想起し条約を締結することに決定と定められており、日本の領土であることは認めている。しかし、国際法上沖ノ鳥島が島であることは否定している。

### 日本の対抗措置
2005年5月20日、当時の東京都知事であった石原慎太郎が沖ノ鳥島の視察を行い、周辺海域へシマアジの稚魚を放流した。同年6月17日には国土交通省が縦1メートル、横1.5メートルのチタン製銘板を設置した。「東京都小笠原村沖ノ鳥島一番地」「日本国最南端の島」のほか、沖ノ鳥島の緯度・経度が刻まれている。
2005年8月24日、海上保安庁は経済活動実証のため沖ノ鳥島に灯台を設置することを決定し、2007年3月16日に、周辺海域を航行する船舶や操業漁船の安全と運航能率の増進を図ることを目的として「沖ノ鳥島灯台」を設置して運用開始した（#地理を参照）。また、同灯台を海図に記載した。
2009年11月6日、環礁部分に船舶が接岸できるような港湾施設を建設する方針を決めたと報道され、2013年に建設を開始した（#浸食防止策を参照）。中国の「『経済的生活の維持』ができない」とする主張に対抗する意図があるとされる。
2010年7月23日には「排他的経済水域及び大陸棚の保全及び利用の促進のための低潮線の保全及び拠点施設の整備等に関する基本計画」を閣議決定し、沖ノ鳥島における特定離島港湾施設の建設に着手している。2014年に工事中に多数の死者が出る事故が発生、いったん中止となった。（詳細は「沖ノ鳥島港湾工事事故」を参照。）
2020年7月10日、老朽化した旧観測拠点施設の撤去と新観測拠点施設への更新、および破損していた観測所基盤の船着き場の災害復旧が行われたことを公表した。
2023年4月、国土交通省関東地方整備局特定離島港湾事務所が2023年度の事業概要を公表、88億円を充て、大型船舶の係留や停泊、荷捌きなどが可能になる港湾施設の整備を進める方針が示され、2029年度完成予定で進められている。

### 国連大陸棚限界委員会への申請
2008年11月12日、日本は大陸棚限界委員会（Commission on the Limits of the Continental Shelf、略称：CLCS）に対して、沖ノ鳥島の周辺海域である九州・パラオ海嶺南部海域、四国海盆海域を含む7つの海域について国連海洋法条約76条8項に基づき大陸棚延長申請を提出した。その申請に対してアメリカ合衆国、中国、韓国およびパラオの4ヶ国がそれぞれ自国の見解を示す文書を委員会に提出している。アメリカ合衆国とパラオは、日本と自国の間で大陸棚が認められる部分が一部重複するおそれがあったため、日本と自国との間の境界画定に影響を及ぼさない範囲内で委員会が行動をとり勧告を行うことを前提に、委員会の行動ないし勧告には異議を唱えないとする趣旨のものであった。一方で、中国と韓国は、沖ノ鳥島は国連海洋法条約121条3項における「人間の居住又は独自の経済的生活を維持することのできない岩」であり大陸棚は有しないという抗弁を委員会に提出した。
2009年9月に、大陸棚限界委員会は日本の採択を審査するために、各海域の審査を行い、2012年4月の全体会合において、四国海盆海域を含む4つの海域について、日本の申請の大部分を認める案が採択された。
一方で、九州・パラオ海嶺南部海域については、委員会が勧告を出すための行動を取るべきか否かの投票において、賛成5、反対8、棄権3となり、可決に必要な委員の3分の2以上の賛成が得られず、大陸棚限界委員会は「言及された事項が解決されるときまで、本海域に関する勧告を出すための行動をとる状況にないと考える」との声明を出し、結論を先送りにした。
四国海盆海域についての勧告採択を受け、外務省は2012年4月28日に「沖ノ鳥島を基点とする我が国の大陸棚延長が認められていることを評価します」とする談話を発表したが、四国海盆海域の大陸棚延長は沖ノ鳥島以外の陸地を基点としても成立するものであるが、勧告の中に沖ノ鳥島が大陸棚延長の基点であるとした趣旨の明確な記述はなく、勧告が沖ノ鳥島が大陸棚延長の基点であることを認めているとは必ずしも断定できない。
また、大陸棚限界委員会はあくまでも科学的・技術的な観点から大陸棚の延長について勧告をする国際機関であって、法的な問題について判断する権限はない。このことは委員会自身が認めているところであり、仮に大陸棚限界委員会による勧告が沖ノ鳥島を大陸棚延長の基点であることを認める趣旨のものであったとしても、それは科学的・技術的な観点に関するものであり、国連海洋法条約上の「島」であるか「岩」であるかといった法的地位に関する問題については何ら影響を与えるものではない。

## 保全策

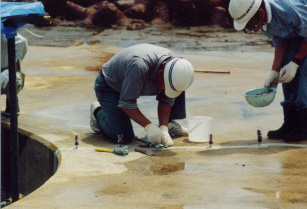
コンクリートの護岸に生じた割れ目を補修している様子（2010年3月撮影）

沖ノ鳥島にある2つの小島が風化や海食で浸食され、満潮時に海面下に隠れてしまうと、定義上の「島」と認められなくなり、その場合、日本の国土面積（約38万平方キロメートル）を上回る約40万平方キロメートルの排他的経済水域が失われてしまうため、1987年から「災害復旧工事」として2つの島の周りに鋳鉄製消波ブロックによる消波堤を設置し、内部に直径50メートルのコンクリート製護岸を設置した。ところが、護岸コンクリートの破片が東小島を傷つけるという事故が起こったため、東小島の上はチタン製の防護ネットで覆っている。これらの保全工事にかかった費用は約285億円である。

### 自然による造成策
地球温暖化にともなう海面上昇により、島そのものが将来水面下に没することが予想されている。そこで、自然の力により島を高くしようとの構想がある。具体的には、島の周囲の珊瑚礁を活性化して大規模な珊瑚礁を生成させる。これが砕けて砂となり堆積や波による集積を行うことにより、自然の力により島の高さを上げてしまうという構想である。この構想の調査のために、水産庁は実施期間を2006年度から2年間とする「生育環境が厳しい条件下における増養殖技術開発調査事業」を創設、業務取りまとめ機関として「サンゴ増養殖技術検討委員会」を設置し、初年度に3億円の予算を充てている。

### 有人島化計画
2010年、民主党政権下において国土交通省が750億円を投じ、沖ノ鳥島の西側に港湾設備、岸壁、泊地、臨港道路などインフラストラクチャーを建設し、輸送や補給が可能な活動拠点を作ることを決定した。経済的な活動拠点が完成すれば、事実上の有人島となり「同島では経済的生活の維持ができない」とする島の地位に関する批判（前出の「#地位に関する論争」を参照）を退けることができることから計画されたものである。
この計画に従って、2011年度に国土交通省が特定離島港湾の建設に着手した。長さ160メートルの岸壁を作る工事で、130メートル級の大型海底調査船も停泊可能な岸壁となる。港湾整備は2027年度に完成する予定。国土交通省は「輸入頼みの資源を自前で開発する拠点。経済的な安全保障につながる」と説明している。2019年7月現在、北側桟橋、中央桟橋、南側桟橋と荷捌施設が建設されている。

### 遠隔監視
沖ノ鳥島は気象条件が厳しくアクセスが難しいため、航空機や船舶による島や港湾施設の監視・保全に支障が出ている。
2021年、沖ノ鳥島と南鳥島とその周辺の衛星画像を人工知能で解析し、施設の状況を早期に把握するシステムを国土交通省が2022年度に導入すると報道された。